# Epichloe typhina
Espèce
Epichloe typhina, la Quenouille de la massette, est une espèce de champignons (Fungi) ascomycètes de la famille des Clavicipitaceae.

## Biologie
Ce champignon est proche de l'ergot du seigle. Il produit des alcaloïdes toxiques, en particulier le lolitrème B (indolterpène) mais en très faible quantité. Ses spermaties sont transmises par des mouches du genre Botanophila. Ce champignon stérilise la plante et forme ses structures de reproduction aux dépens de son hôte.

## Description

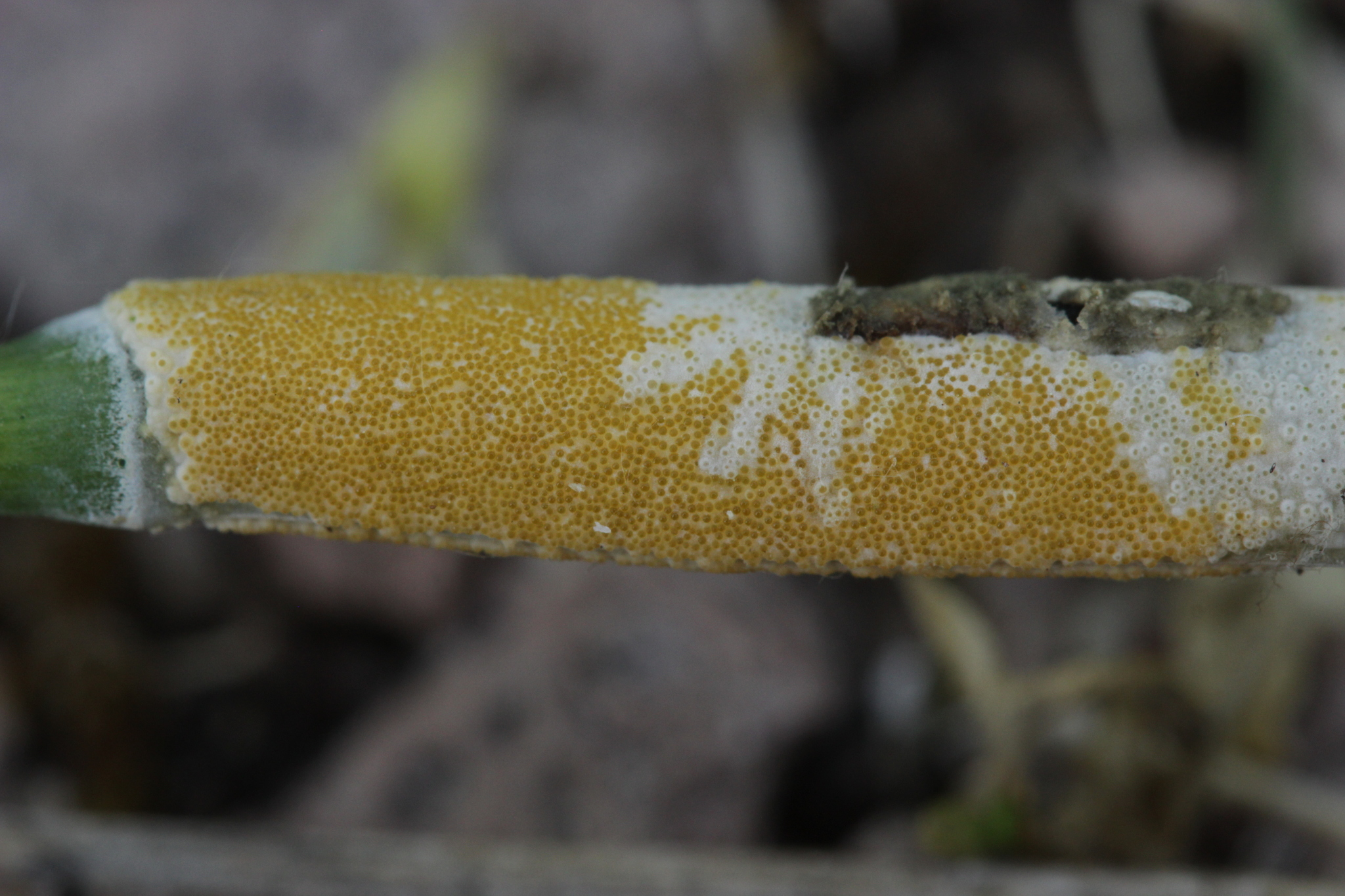
Epichloe typhina (Allemagne)

La forme sexuée du champignon est un manchon cylindrique de couleur jaune-orange autour de la tige des graminées contaminées et correspond à sa fructification. S'agissant d'un champignon endophyte, la forme asexuée parasite la tige de la plante sans induire de transformation visible.

## Plantes hôtes
On rencontre Epichloe typhina sur différentes espèces de la sous-famille des Pooideae dont Dactylis glomerata.